# Gunung Tumpeng (Karangrayung)
Gunung Tumpeng is een bestuurslaag in het regentschap Grobogan van de provincie Midden-Java, Indonesië. Gunung Tumpeng telt 3394 inwoners (volkstelling 2010).